# Alderslyst Sogn
Alderslyst Sogn er et sogn i Silkeborg Provsti (Århus Stift). Sognet ligger i Silkeborg Kommune; indtil Kommunalreformen i 1970 lå det i Gjern Herred (Skanderborg Amt). I Alderslyst Sogn ligger Alderslyst Kirke.
I Alderslyst Sogn findes flg. autoriserede stednavne:
- Alderslyst (bebyggelse)
- Sandmark (bebyggelse)
- Søholt (bebyggelse)
- Vester Kejlstrup (bebyggelse)

Indtil 1. april 1941 var Alderslyst en del af Balle Sogn i Hids Herred (Viborg Amt)